# De kikker en de aap
De kikker en de aap is een volksverhaal uit Indonesië.

## Het verhaal
Toen het regende ging meneer aap schuilen in het hol van meneer kikker tussen de wortels van de tamarindeboom. Meneer aap stelt voor om samen een omgewaaide bananenboom te zoeken en te planten. Ze vinden een boom en meneer aap snijdt hem in tweeën. Hij denkt dat er eerder vruchten groeien aan het bovenste gedeelte en bindt zijn deel aan een tak in de boom. Meneer kikker krijgt de onderste helft van de boom en hij graaft een gat en doet er mest bij. Meneer kikker plant de boom.
Na enkele dagen groeit er een blad aan de boom van meneer kikker. Meneer aap komt langs en hij ziet dit, zijn gedeelte hangt slap aan de boom. Meneer aap komt elke dag langs en meneer kikker vraagt of hij bananen van de boom wil plukken, hijzelf kan hier niet bij. Meneer aap zegt dat hij wacht met het plukken van zijn eigen bananen tot koning Puang Jontot langskomt. Meneer aap klimt in de boom van meneer kikker en eet de bananen, maar geeft geen enkele aan meneer kikker.
Meneer kikker voelt zich bedrogen en hij verstopt zich met de sarong van meneer aap onder een kokosdop. Als meneer aap genoeg heeft gegeten, zoekt hij zijn sarong. Hij roept om zijn vriend en biedt een banaan aan, maar krijgt geen antwoord. Meneer aap gaat op de kokosdop zitten en dan roept meneer kikker. Meneer aap denkt dat zijn schaamdeel hem voor de gek houdt en zoekt een grote steen. Als meneer kikker opnieuw roept, slaat meneer aap met volle kracht en valt dood neer. Meneer kikker is verdrietig als hij het dode lichaam ziet.